# Nils Hellström
Nils Hellström (Nils Erik Hellström), född 10 juni 1910 i Gävle, Gävleborgs län, död 12 juli 1984 på Lidingö, Stockholms län, var en svensk jazzskribent, promotor och sångtextförfattare. Han var även verksam under pseudonymen Michelin.
Under 1930-talet blev Hellström redaktör för jazztidskriften Orkesterjournalen (OJ), grundad 1933. År 1938 slutade han som redaktör på OJ och startade jazztidskriften Estrad 1939, där han var redaktör och ansvarig utgivare. Estrad levde fram till 1963.
Nils Hellström var initiativtagare till Parisorkesterns deltagande i Paris International Festival of Jazz 1949.

## Sångtexter
- En månskenspromenad - 1943 [1]
- I vårens första natt - 1947
- När ljusen tändas därhemma - 1935 (skrev text på svenska till When It's Lamp Lighting Time in the Valley)
- Tag en hälsning från det gamla landet - 1947